# 第1回帝国議会

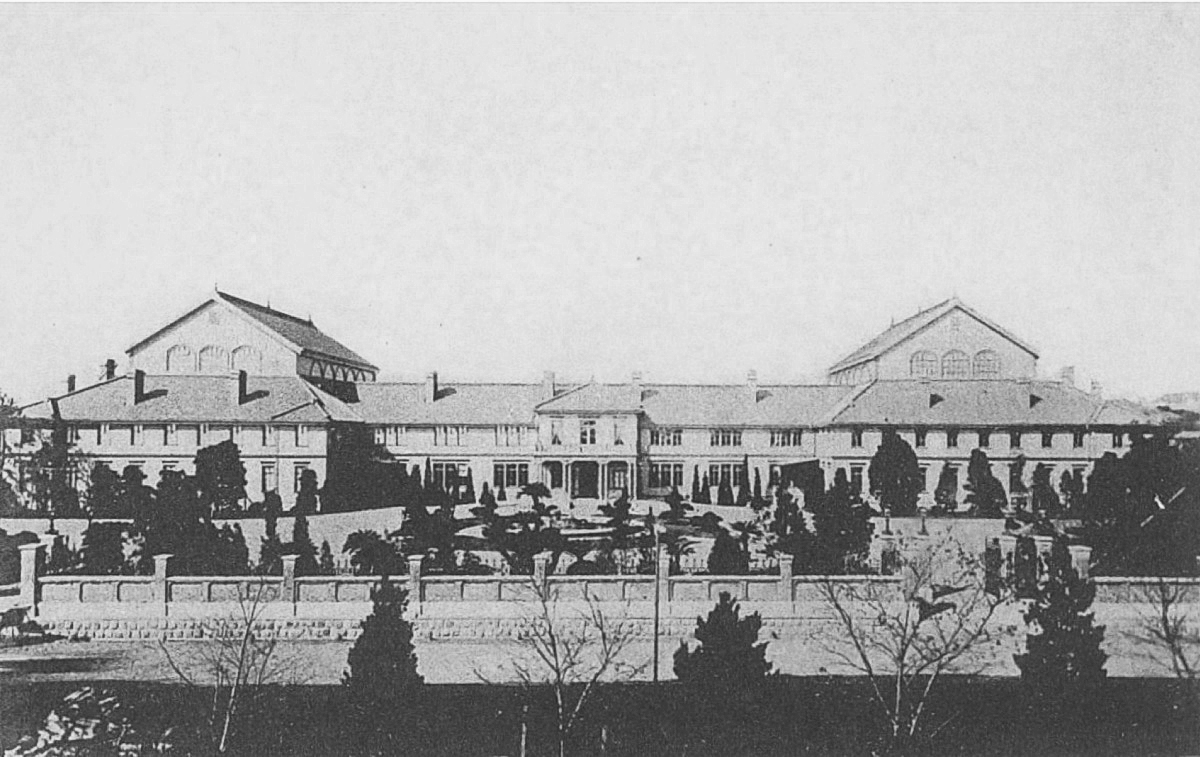
第1回帝国議会の議場であった仮議事堂（第一次）。1891年1月20日に焼失（後述）。

第1回帝国議会（だい1かい ていこくぎかい）は、1890年（明治23年）11月29日に開会された大日本帝国の帝国議会（通常会）。

## 経緯・概要

第1回衆議院議員総選挙後の党派別議席数

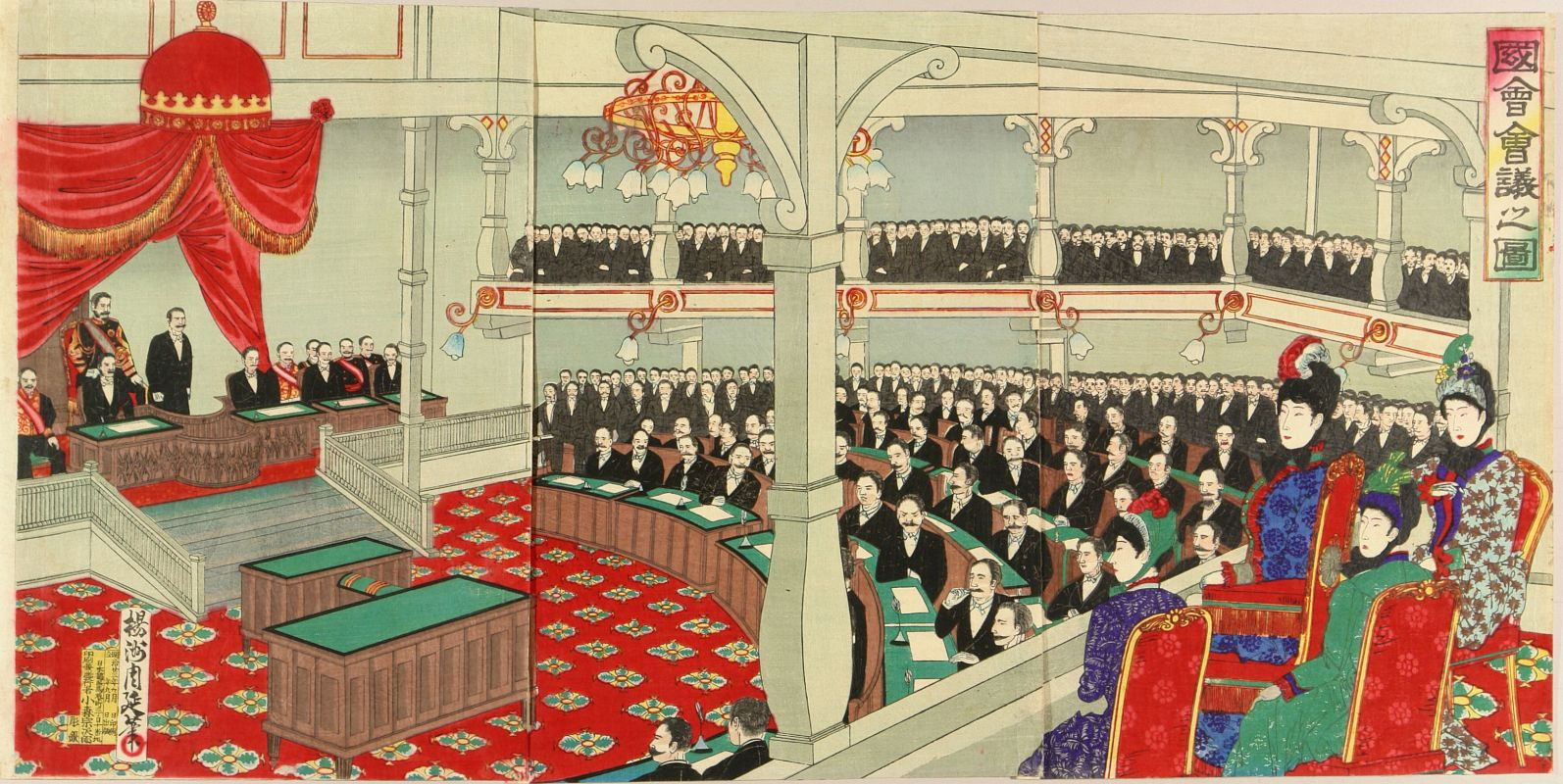
第一回帝国議会（楊洲周延画）

1890年（明治23年）11月25日、第1次山縣内閣の下で、第1回帝国議会が召集された。午前10時に開会し、衆議院では、第1回総選挙で日本全国257の小選挙区から選ばれた300名の議員のうち290名が登院し、一日かけて議長に中島信行が、副議長に津田真道が選出された。中江兆民は、自由民権運動の流れを汲む反政府側勢力を「民党」、政府寄りの政党勢力を「吏党」と呼んだが、これは一躍時代の流行語となった。議会では、「民党」の側が171名の絶対多数を占めていた。
これに対し、貴族院では党派排除の気風が強かったが、やがて政策研究団体や親睦団体を主旨とする研究会などの会派が生まれた。
12月6日、山縣有朋内閣総理大臣が施政方針演説で主権線（国境）とともに利益線（朝鮮）の防衛のための軍事力増強を主張した（「主権線・利益線演説」）。これに対し、特に質疑や反論などは出なかった。黒田清隆や山縣の持論である「超然主義」についての質問もなかった。
山縣内閣は軍事力増強のための予算案を議会に計上したが、これについては民党側が「政費節減、民力休養」を主張したため、政府と議会が鋭く対立した。民党グループは松方財政による多年の農村疲弊を救うことの方が軍事費増強よりも先決だとして、政府提案の予算案について、その1割を削減すべきと主張した。「民力休養論」は、各地で凶作が発生し、商工業界も最初の経済恐慌を経験し、都市には貧民問題が生じている状況からみて充分に根拠のある主張であった。
政府は、特に後藤象二郎・陸奥宗光の2閣僚を中心に立憲自由党の一部（土佐派）を切り崩す工作を進め、修正予算案をつくらせたうえで、わずか2票差でこれを通し、一部予算を可決させた。政府としては、アジア最初の議会として世界的に注目されているところから、最初の議会解散はどうしても避けたかったのである。
第1回帝国議会で難題とされたのが一院主格説を採るか両院主格説を採るかということであった。議会がどの段階で憲法第67条関連費目の廃減要求を行うかという点が検討課題とされ、政府のなかでも議会のなかでも意見が分かれた。1891年2月には政府見解は各院の議了毎ということに見解が固まった。貴族院は概して政府に好意的であり、両院議了後が政府に有利であるかのようにみえるが、井上毅によれば、両院が査定で合意したのちに廃減要求を出してきたとき（両院主格説の場合）、政府には全面同意か、もしくは全面不同意かの二者択一しか途がなくなり、前者ならば政府の完全敗北、後者ならば予算不成立ということになってしまう。山縣首相は、これでは困るので一院議了後にその都度廃減要求を行う一院主格説を採用してほしいとの見解を示した。
省別議了時とする案、本会議段階とする案なども出されたがいずれも否決され、結局、衆議院において一院主格説が可決された。政府は全面降伏か予算不成立かという最悪の事態は避けることができたが、一方では天野動議（67条費目を廃減する際には本会議での逐項審議を終えた時点で政府の同意を得るべしとの動議）の成立によって衆議院単独での発議が可能となった。天野動議もまた土佐派の工作によって出されたものであり、最初の議会を解散なしで終わらせたいという配慮から生じたものであった。
会期終了は1891年（明治24年）3月7日。

## 仮議事堂の焼失

小林清親『帝国議事堂炎上之図』（1891年）

帝国議会議場の仮議事堂（第一次）は、会期中の1891年1月20日未明に失火により全焼した。そのため、衆議院は議場を東京女学館（旧工部大学校）へ移し、貴族院は華族会館（旧鹿鳴館）、後に初代帝国ホテルを議場として使用し、会期を終了した。その後、第二次仮議事堂が1891年10月30日に竣工し、第2回帝国議会より第50回帝国議会まで用いられた（第7回帝国議会を除く）。
衆議院書記官長の曾禰荒助は火災翌日に『官報』上で漏電が火災原因であると公示したが、これによって当時電化を進めていた東京電燈や大阪電灯などの電力会社が打撃をこうむった。『官報』の公示を知った人々が電気点灯の休止を次々に申し入れたほか、照明事業で競合していた石油販売会社が電力批判の広告を展開するなどしたため、東京電燈は漏電が火災原因ではないとして公示訂正を求めて曾禰を告訴するが敗訴し、社長の矢島作郎以下全役員が引責辞任した。また、当時の電力界では送電方式をめぐり、直流を主張する東京電燈と交流を掲げる大阪電灯との間で論争があったが、この火災を契機に電力業界団体の必要性が高まり、日本電燈協会（日本電気協会の前身）が1892年（明治25年）に設立されるに至った。

## 議席数

### 貴族院
| 種別       | 員数 |
| ---------- | ---- |
| 皇族       | 10   |
| 公爵       | 10   |
| 侯爵       | 21   |
| 伯爵       | 14   |
| 子爵       | 70   |
| 男爵       | 20   |
| 勅選       | 61   |
| 多額納税者 | 45   |
| 総計       | 251  |

### 衆議院
| 会派・政党 | 会派・政党                 | 会派・政党               | 議席数（概数） | 議席数（会期終了日） |
| ---------- | -------------------------- | ------------------------ | -------------- | -------------------- |
| 吏党       | 吏党                       | 吏党                     | 85             | 113                  |
|            |                            | 大成会                   | 85             | 75                   |
|            | 国民自由党                 | -                        | 5              |                      |
|            | 自由倶楽部（自由党土佐派） | -                        | 33             |                      |
| 民党       | 民党                       | 民党                     | 174            | 128                  |
|            |                            | 弥生倶楽部（立憲自由党） | 131            | 86                   |
|            | 議員集会所（立憲改進党）   | 43                       | 42             |                      |
| 無所属     | 無所属                     | 無所属                   | 41             | 55                   |
| 欠員       | 欠員                       | 欠員                     | -              | 4                    |
| 総計       | 総計                       | 総計                     | 300            | 300                  |

## 法律案
| 区分           | 提出件数 | 成立件数 |
| -------------- | -------- | -------- |
| 政府提出       | 10       | 4        |
| 貴族院議員発議 | 2        | 0        |
| 衆議院議員発議 | 41       | 2        |
| 総計           | 53       | 6        |

### 成立した主な法律案
- 度量衡法案[注釈 6]
- 商法及商法施行条例施行期限法律案[注釈 7]、商法ニ関スル法律施行期限法律案[注釈 8]
- 地租徴収期限改正法律案[注釈 9]

### 不成立となった主な法律案
- 保安条例廃止法案[注釈 10]
- 政談集会及政社法案[注釈 11]
- 戸籍法案[注釈 12]
- 地租条例改正案[注釈 13]
- 府県制郡制施行期限法律案[注釈 14]